# Matschuchy
Matschuchy (ukrainisch Мачухи; russisch Мачехи Matschechi) ist ein Dorf in der ukrainischen Oblast Poltawa mit 3300 Einwohnern (2004).

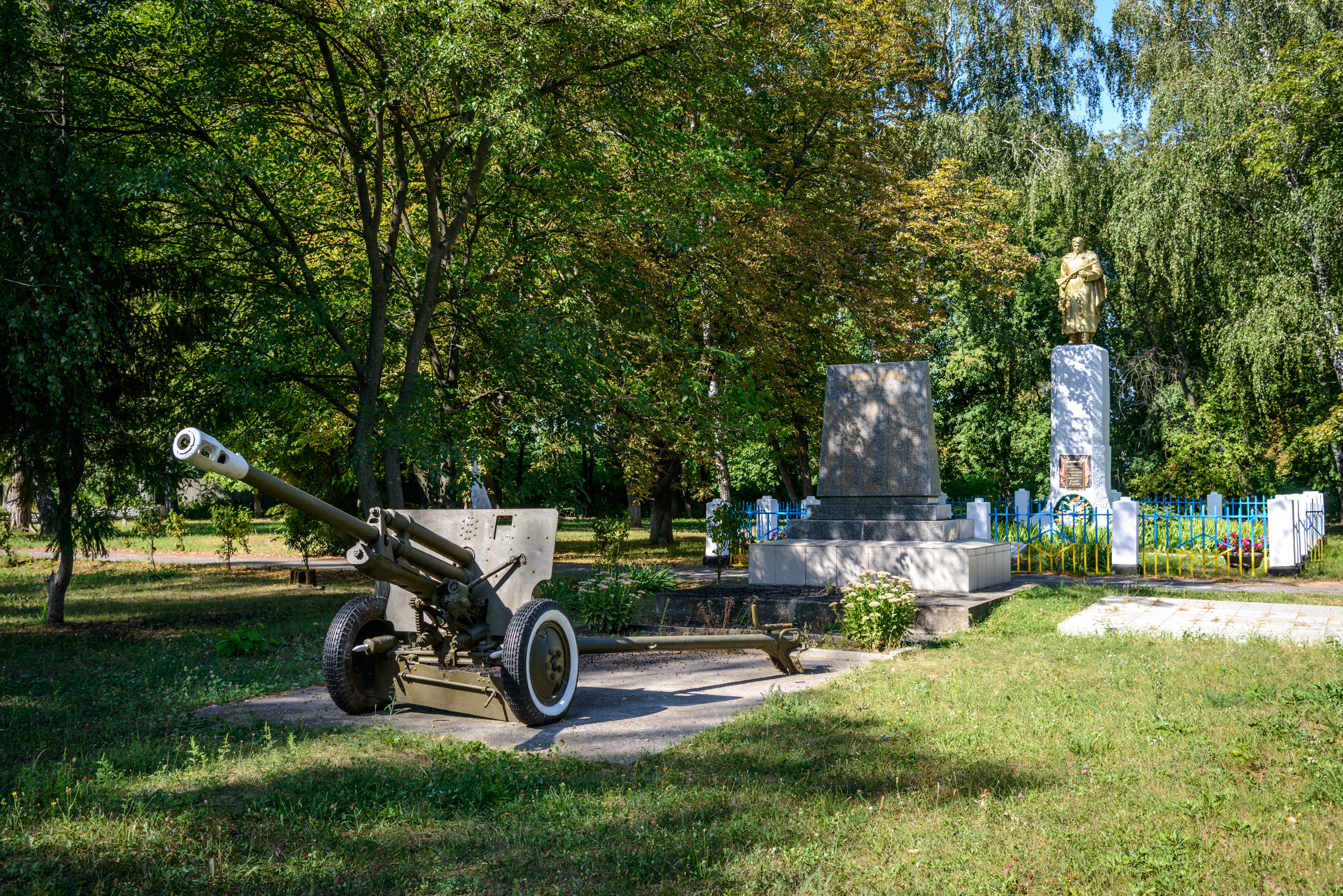
Denkmal im Ort

In dem in der ersten Hälfte des 17. Jahrhunderts gegründeten Dorf lebten 1850 etwa 1350 und 1863 etwa 3080 Menschen.

## Verwaltungsgliederung
Am 17. August 2017 wurde das Dorf zum Zentrum der neugegründeten Landgemeinde Matschuchy (Мачухівська сільська громада/Matschuchiwska silska hromada). Zu dieser zählen auch die 26 in der untenstehenden Tabelle aufgelisteten Dörfer, bis dahin bildete es zusammen mit den Dörfern Bajrak, Kowantschyk, Kuklynzi, Masuriwka, Mykolajiwka, Snopowe und Wasky die gleichnamige Landratsgemeinde Matschuchy (Мачухівська сільська рада/Matschuchiwska silska rada) im Südwesten des Rajons Poltawa.
Folgende Orte sind neben dem Hauptort Matschuchy Teil der Gemeinde:
| Name                     | Name        | Name                         |
| ukrainisch transkribiert | ukrainisch  | russisch                     |
| ------------------------ | ----------- | ---------------------------- |
| Bajrak                   | Байрак      | Байрак (Bairak)              |
| Bondury                  | Бондури     | Бондуры                      |
| Brajilky                 | Браїлки     | Браилки (Brailki)            |
| Dmytrenky                | Дмитренки   | Дмитренки (Dmitrenki)        |
| Hwosdykiwka              | Гвоздиківка | Гвоздиковка (Gwosdikowka)    |
| Kalaschnyky              | Калашники   | Калашники (Kalaschniki)      |
| Klymenky                 | Клименки    | Клименки (Klimenki)          |
| Kowantschyk              | Кованчик    | Кованчик (Kowantschik)       |
| Kuklynzi                 | Куклинці    | Куклинцы (Kuklinzy)          |
| Lewenziwka               | Левенцівка  | Левенцовка (Lewenzowka)      |
| Mali Kosuby              | Малі Козуби | Малые Козубы (Malyje Kosuby) |
| Masuriwka                | Мазурівка   | Мазуровка (Masurowka)        |
| Mychajlyky               | Михайлики   | Михайлики (Michailiki)       |
| Mykolajiwka              | Миколаївка  | Николаевка (Nikolajewka)     |
| Pidlepytschi             | Підлепичі   | Подлепичи (Podlepitschi)     |
| Ploske                   | Плоске      | Плоское (Ploskoje)           |
| Polusirja                | Полузір’я   | Полузорье (Polusorje)        |
| Pyssarenky               | Писаренки   | Писаренки (Pissarenki)       |
| Schewtschenky            | Шевченки    | Шевченки (Schewtschenki)     |
| Serdjuky                 | Сердюки     | Сердюки (Serdjuki)           |
| Snopowe                  | Снопове     | Сноповое (Snopowoje)         |
| Sudijiwka                | Судіївка    | Судиевка (Sudijewka)         |
| Tscherednyky             | Чередники   | Чередники (Tscheredniki)     |
| Twerdochliby             | Твердохліби | Твердохлебы (Twerdochleby)   |
| Twerdochliby             | Твердохліби | Твердохлебы (Twerdochleby)   |
| Wasky                    | Васьки      | Васьки (Waski)               |